# إليزابيث فوكس جينوفيز
إليزابيث آن فوكس جينوفيز (28 مايو 1941 - 2 يناير 2007) كانت مؤرخة أمريكية اشتهرت بأعمالها حول المرأة والمجتمع في جنوب ما قبل الحرب. كانت ماركسية في وقت مبكر من حياتها المهنية، ثم تحولت لاحقًا إلى الكاثوليكية الرومانية وأصبحت الصوت الأساسي للحركة النسائية المحافظة. حصلت على الوسام الوطني للعلوم الإنسانية عام 2003.

## الجوائز
- الوسام الوطني للعلوم الإنسانية  [لغات أخرى]‏[5]